# Dohwa Engineering
DOHWA Engineering Company Limited – jedno z największych południowokoreańskich przedsiębiorstw zajmujących się projektowaniem, zostało założone w 1957 roku. Firma zrealizowała ponad 6900 projektów w kraju i na świecie. W 2010 roku DOHWA osiągnęła przychody w wysokości 277 milionów dolarów, jest to najlepszy wynik wśród firm zajmujących się projektami inżynierii lądowej i wodnej w Korei Południowej. Dohwa Engineering znazła się na 106. miejscu wśród listy 150 najlepszych światowych firm projektowych Engineering News-Record 2011.
DOHWA Engineering Co. LTD jest notowana na Koreańskiej Giełdzie Papierów Wartościowych zgodnie z kodem towarowym: 002150.

## Historia
- 1957: Założenie firmy DOHWA.
- 1961 Spółka DOHWA zostaje zarejestrowana.
- 2011 DOHWA Consulting Engineers Co., Ltd (도화종합기술공사) zostaje notowana na Koreańskiej Giełdzie Papierów Wartościowych (KRX)